# Onde de plasma
Pour les articles homonymes, voir onde (homonymie).
En physique, une onde de plasma est une propagation concertée de particules et de champs.
Un plasma se comporte comme un fluide, quasineutre et conducteur. Dans les cas les plus simples, il se compose d'électrons et d'une seule espèce d'ions. Dans des cas plus complexes, on trouve plusieurs espèces d'ions, et même des particules neutres. À cause de sa conductivité électrique, le plasma est couplé aux champs magnétique et électrique. Ce système de particules et de champs permet une grande variété d'ondes.

## Classification

### Ondes électrostatiques et électromagnétiques
Les ondes de plasma peuvent être « électromagnétiques » ou « électrostatiques », selon qu'il y ait ou non un champ magnétique oscillant. En utilisant la loi de Faraday pour l'induction à des ondes planes, on trouve :
{\displaystyle \mathbf {k} \times {\tilde {\mathbf {E} }}=\omega {\tilde {\mathbf {B} }}}.
Ainsi, les ondes électrostatiques ne peuvent être que longitudinales. Une onde électromagnétique, en revanche, peut n'avoir aucune composante longitudinale.

### Modes
On peut par ailleurs classer les ondes en fonction de leur oscillation. Dans la plupart des plasmas, la température électronique est comparable ou dépasse la température ionique. Ceci, en prenant en compte la masse bien plus faible des électrons, implique que ces derniers se déplacent bien plus vite que les ions.
Un « mode électronique » dépend de la masse des électrons, mais on suppose les ions stationnaires (c'est-à-dire de masse infinie). Un « mode ionique » dépend de la masse des ions, mais on suppose que les électrons se redistribuent instantanément (c'est-à-dire de masse nulle), selon la loi de Boltzmann.
Dans des cas plus rares, comme l'oscillation hybride inférieure, le mode dépend à la fois de la masse de l'ion et de l'électron.

### Polarisation
On peut encore classer les modes selon qu'ils se propagent dans un plasma « non-magnétique », ou selon la propagation par rapport à un champ magnétique stationnaire : « parallèle », « perpendiculaire » ou « oblique ».
Pour les ondes électroniques électromagnétiques perpendiculaires, le champ électrique peut être parallèle ou perpendiculaire au champ magnétique.

### Résumé
| Caractéristique EM | Oscillation | Conditions                                                                          | Relation de dispersion | Nom                            |
| ------------------ | ----------- | ----------------------------------------------------------------------------------- | --- | ------------------------------ |
| Électrostatique    | électrons   | {\displaystyle {\vec {B}}_{0}=0\ {\rm {ou}}\ {\vec {k}}\\|{\vec {B}}_{0}}           | {\displaystyle \omega ^{2}=\omega _{p}^{2}+3k^{2}v_{th}^{2}}                                                                                                   | onde de Langmuir               |
| Électrostatique    | électrons   | {\displaystyle {\vec {k}}\perp {\vec {B}}_{0}}                                      | {\displaystyle \omega ^{2}=\omega _{p}^{2}+\omega _{c}^{2}=\omega _{h}^{2}}                                                                                    | oscillation hybride supérieure |
| Électrostatique    | ions        | {\displaystyle {\vec {B}}_{0}=0\ {\rm {ou}}\ {\vec {k}}\\|{\vec {B}}_{0}}           | {\displaystyle \omega ^{2}=k^{2}v_{s}^{2}=k^{2}{\frac {\gamma _{e}KT_{e}+\gamma _{i}KT_{i}}{M}}}                                                               | onde acoustique ionique        |
| Électrostatique    | ions        | {\displaystyle {\vec {k}}\perp {\vec {B}}_{0}} (environ)                            | {\displaystyle \omega ^{2}=\Omega _{c}^{2}+k^{2}v_{s}^{2}} | onde cyclotron électrostatique |
| Électrostatique    | ions        | {\displaystyle {\vec {k}}\perp {\vec {B}}_{0}} (exactement)                         | {\displaystyle \omega ^{2}=[\omega _{i}^{-2}+(\Omega _{c}\omega _{c})^{-1}]^{-1}}                                                                              | oscillation hybride inférieure |
| Électromagnétique  | électrons   | {\displaystyle {\vec {B}}_{0}=0}                                                    | {\displaystyle \omega ^{2}=\omega _{p}^{2}+k^{2}c^{2}} | onde lumineuse                 |
| Électromagnétique  | électrons   | {\displaystyle {\vec {k}}\perp {\vec {B}}_{0},\ {\vec {E}}_{1}\\|{\vec {B}}_{0}}    | {\displaystyle {\frac {c^{2}k^{2}}{\omega ^{2}}}=1-{\frac {\omega _{p}^{2}}{\omega ^{2}}}}                                                                     | onde « O »                     |
| Électromagnétique  | électrons   | {\displaystyle {\vec {k}}\perp {\vec {B}}_{0},\ {\vec {E}}_{1}\perp {\vec {B}}_{0}} | {\displaystyle {\frac {c^{2}k^{2}}{\omega ^{2}}}=1-{\frac {\omega _{p}^{2}}{\omega ^{2}}}\,{\frac {\omega ^{2}-\omega _{p}^{2}}{\omega ^{2}-\omega _{h}^{2}}}} | onde « X »                     |
| Électromagnétique  | électrons   | {\displaystyle {\vec {k}}\\|{\vec {B}}_{0}} (polarisation circulaire droite)        | {\displaystyle {\frac {c^{2}k^{2}}{\omega ^{2}}}=1-{\frac {\omega _{p}^{2}/\omega ^{2}}{1-(\omega _{c}/\omega )}}}                                             | onde « R »                     |
| Électromagnétique  | électrons   | {\displaystyle {\vec {k}}\\|{\vec {B}}_{0}} (polarisation circulaire gauche)        | {\displaystyle {\frac {c^{2}k^{2}}{\omega ^{2}}}=1-{\frac {\omega _{p}^{2}/\omega ^{2}}{1+(\omega _{c}/\omega )}}}                                             | onde « L »                     |
| Électromagnétique  | ions        | {\displaystyle {\vec {B}}_{0}=0}                                                    | | -                              |
| Électromagnétique  | ions        | {\displaystyle {\vec {k}}\\|{\vec {B}}_{0}}                                         | {\displaystyle \omega ^{2}=k^{2}v_{A}^{2}} | onde d'Alfvén                  |
| Électromagnétique  | ions        | {\displaystyle {\vec {k}}\perp {\vec {B}}_{0}}                                      | {\displaystyle {\frac {\omega ^{2}}{k^{2}}}=c^{2}\,{\frac {v_{s}^{2}+v_{A}^{2}}{c^{2}+v_{A}^{2}}}}                                                             | onde magnétosonique            |